# 俄土戰爭 (1828年—1829年)
第九次俄土战争发生于1828年至1829年间，此时正值希腊人摆脱土耳其统治的希腊独立战争，俄国支持希腊独立，法国也支持希腊，英国诗人拜伦率领一支志愿军赴希腊作战；土耳其与埃及的联合海军在纳瓦里诺海战全军覆没。为报复俄海军参与纳瓦里诺海战，土耳其苏丹馬哈茂德二世对俄国船只封锁了达达尼尔海峡，并撕毁1826年的阿克曼条约。俄国随即对土宣战，第九次俄土战争就此打响。
1829年9月，俄土双方签定《亚得里亚堡和约》，土耳其向俄国割让外高加索沿海的领土。1832年，土耳其被迫承认希腊独立。

## 初期战斗
战事开始时，俄军拥军10万之众，由沙皇尼古拉一世亲自统领，而土军则由侯赛因帕夏统帅。在1828年4月和5月之间，维特根斯泰因亲王率军进入罗马尼亚两公国——瓦拉幾亞与摩爾達維亞。1828年6月，沙皇率领俄军主力渡过多瑙河入侵多布羅加。
随后，俄军便对位于当代保加利亚境内的三大土军要塞——舒門，瓦爾納与錫利斯特拉——展开旷日持久的围攻。在亚历克赛·格里格指挥的黑海艦隊支援下，俄军于9月29日夺取瓦尔纳。然而，由于俄军兵力不及驻守舒门的4万土军，他们在围攻这座城市时远更加力不从心。俄军不仅装备不足，还要面临土军的袭扰，使得疾病和疲劳夺去很多士兵的生命。於是，俄军不得不放弃对舒门和锡利斯特拉的围攻，仓皇撤回摩尔达维亚。

## 战局扭转
入冬之际，俄军被迫离开舒门，撤回比薩拉比亞。1829年2月，谨慎的维特根施泰因被积极果断的迪比奇替换下来，同时沙皇也离开部队回到圣彼得堡。5月7日，迪比奇元帅率6万人渡过多瑙河恢复对錫利斯特拉的围攻。土耳其苏丹派出一支4万人的军队救援瓦爾納，但这支军队在5月30日的久萊弗恰之战中被击败。三周后，錫利斯特拉于6月19日落入俄国手里。
与此同时，伊万·帕斯克维奇在高加索战线上大举进攻，在阿哈尔齐赫之战中击败土军，于6月23日夺取卡爾斯，并与6月27日夺取安那托利亞东北部的埃尔祖鲁姆，这一天正是波爾塔瓦會戰120周年。
7月2日，迪比奇展开外巴尔干山攻势，是俄罗斯史上自斯维亚托斯拉夫一世在10世纪的征战以来第一次穿越巴尔干山脉。俄军35000余人穿越高山直捣伊斯坦堡，避开了被重重围攻的錫利斯特拉。10日后俄军夺取了布尔加斯，而土耳其援军也在7月31日于斯利文附近被击溃。到了8月22日，俄军占领了亞德里亞堡，这据说造成当地穆斯林居民纷纷迁离。亚德里亚堡的鄂图曼宫殿也遭到了俄国士兵的破坏。

## 亚德里亚堡和约
接连的惨败使土耳其苏丹不得不求和。9月14日签订的亞德里亞堡和約将黑海东岸大部和多瑙河口交到了俄国手里。土耳其承认俄国对当代亚美尼亚东北部某些地区拥有主权；塞尔维亚获得自治权，而且俄罗斯得以占据瓦拉幾亞与摩尔达维亚（以保障当地的繁荣和贸易自由）直至土耳其还清一笔巨额赔款为止。瓦拉幾亞与摩尔达维亚作为俄罗斯属国的状态一直维持到克里米亚战争。4年后，俄罗斯与土耳其签订了互助條約，解决了海峡问题。